# Liste der japanischen Botschafter im Iran
Die japanische Botschaft befindet sich in Teheran.
| Ernennung/ Akkreditierung | Botschafter       | Japanische Schrift | Bemerkungen | Regierung von Japan | Präsident des Irans          | Posten verlassen |
| ------------------------- | ----------------- | ------------------ | --- | ------------------- | ---------------------------- | ---------------- |
| 1929                      | Kasama Akio       | 笠間杲雄           | (* November 1885 in Tokio; † 1. April 1945) ging mit 2.003 weiteren Personen und wesentlichen Teilen des Peking-Mensch mit der MV Awa Maru unter. | Hamaguchi Osachi    | Reza Schah Pahlavi           | 1932             |
| 1933                      |                   | 岡本武三           | 1929–1930: Generalkonsul im Konzessionsgebiet Tianjin                                                                                             | Saitō Makoto        | Reza Schah Pahlavi           | 1936             |
| 1937                      |                   | 中山詳一           | | Hayashi Senjūrō     | Reza Schah Pahlavi           | 1940             |
| 1941                      | Ichikawa Hikotaro | 市河彦太郎         | [ 1 ] | Konoe Fumimaro      | Mohammad Reza Pahlavi        | 15. Apr. 1942    |
| 1955                      | Yamada Hisanari   | 山田久就           | Botschafter | Hatoyama chirō      | Mohammad Reza Pahlavi        | 1958             |
| 1958                      | Teraoka Kōhei     | 寺岡洪平           | | Kishi Nobusuke      | Mohammad Reza Pahlavi        | 1960             |
| 1960                      | Chiba Hiroshi     | 千葉皓             | | Ikeda Hayato        | Mohammad Reza Pahlavi        | 1963             |
| 1963                      | Andō Yoshimitsu   | 安藤吉光           | | Ikeda Hayato        | Mohammad Reza Pahlavi        | 1967             |
| 1967                      | Uyama Atsushi     | 宇山厚             | | Satō Eisaku         | Mohammad Reza Pahlavi        | 1969             |
| 1969                      | Maeda Kensaku     | 前田憲作           | | Satō Eisaku         | Mohammad Reza Pahlavi        | 1972             |
| 1972                      | Arita Keisuke     | 有田圭輔           | | Tanaka Kakuei       | Mohammad Reza Pahlavi        | 1974             |
| 1974                      | Igawa Katsuichi   | 井川克一           | vorher Botschafter in Bern | Miki Takeo          | Mohammad Reza Pahlavi        | 1978             |
| 1978                      | Wada Chikara      | 和田力             | | Ōhira Masayoshi     | Mohammad Reza Pahlavi        | 1981             |
| 1981                      | Takahashi Shōtarō | 高橋正太郎         | | Suzuki Zenkō        | Ali Chamene'i                | 1983             |
| 1983                      | Nomura Yutaka     | 野村豊             | | Nakasone Yasuhiro   | Ali Chamene'i                | 1987             |
| 1987                      | Fujimoto Yoshio   | 藤本芳男           | | Takeshita Noboru    | Ali Chamene'i                | 1989             |
| 1989                      | Saitō Kunihiko    | 斎藤邦彦           | | Kaifu Toshiki       | Akbar Hāschemi Rafsandschāni | 1891             |
| 1991                      |                   | 小宅庸夫           | | Miyazawa Kiichi     | Akbar Hāschemi Rafsandschāni | 1993             |
| 1993                      |                   | 小原武             | | Hosokawa Morihiro   | Akbar Hāschemi Rafsandschāni | 1997             |
| 1997                      | Sudō Takaya       | 須藤隆也           | | Hashimoto Ryūtarō   | Mohammad Chātami             | 1999             |
| 1999                      | Magosaki Ukeru    | 孫崎享             | | Obuchi Keizō        | Mohammad Chātami             | 2002             |
| 2002                      | Kawamura Takekazu | 河村武和           | | Koizumi Jun’ichirō  | Mohammad Chātami             | 2004             |
| 2004                      | Dōmichi Hideaki   | 堂道秀明           | | Koizumi Jun’ichirō  | Mohammad Chātami             | 2007             |
| 2007                      | Shirota Akio      | 城田安紀夫         | | Fukuda Yasuo        | Mahmud Ahmadinedschad        | 2010             |
| 2010                      | Komano Kin’ichi   | 駒野欽一           | | Kan Naoto           | Mahmud Ahmadinedschad        | 2012             |
| 23. Okt. 2012             | Haneda Kōji       | 羽田浩二           | | Noda Yoshihiko      |                              |                  |